# Club Deportivo Fátima de Heredia
El  Club Deportivo Fátima es un club de fútbol del cantón de Heredia y fundado en 1970. También jugó en la cuarta y tercera categoría, ANAFA (LINAFA) del fútbol de Costa Rica.

## Historia
En 1970 la Asociación Integral de Desarrollo en la comunidad de Barrio Fátima deciden fundar el club de fútbol que en adelante se le llamaría Asociación Independiente Deportivo Fátima (A.I.D.F).
Entre sus mayores rivales estuvieron el Club Deportivo Muñóz Corea, Deportivo Jurgardens e Independiente de Barrio Iglesias.
Para 1971 ingresaron a la Liga Juvenil (4.ª. División).
Actualmente esta agrupación futbolística juega en la Tercera División de LINAFA con los equipos del Bajo de Los Molinos (San Rafael), A.D. Barrealeña, U. Latina, Real Deportivo Rafaeleño, A.D. Municipal San Pablo, Compás F.C y Club Atlético Belén.

## Uniforme
- Uniforme titular: Camiseta verde con ribetes blancos, pantalón blanco, medias verdes.

- Uniforme alternativo: Camiseta blanca con ribetes verdes, pantalón verde, medias verdes.

## Ascenso
- Terceras Divisiones Independientes Entre los año 1970 y 1972
- Tercera División por COFA y CONAFA (2.ª. División de Ascenso). Renombrado ANAFA. Entre las décadas de 1970-80.

## Palmarés
Torneos de Liga y Ascenso
- Campeón Nacional de Cuarta División por ANAFA Heredia (1): 1984